# Limnophora capensis
Limnophora capensis är en tvåvingeart som beskrevs av Paterson 1955. Limnophora capensis ingår i släktet Limnophora och familjen husflugor. Inga underarter finns listade i Catalogue of Life.